# Brief des Paulus an die Kolosser
| Neues Testament |
| --- |
| Evangelien |
| - Matthäus - Markus - Lukas - Johannes |
| Apostelgeschichte |
| Paulusbriefe |
| - Römer - 1. Korinther - 2. Korinther - Galater - Epheser - Philipper - Kolosser - 1. Thessalonicher - 2. Thessalonicher - 1. Timotheus - 2. Timotheus - Titus - Philemon - Hebräer |
| Katholische Briefe |
| - Jakobus - 1. Petrus - 2. Petrus - 1. Johannes - 2. Johannes - 3. Johannes - Judas                                                                                                 |
| Offenbarung |

Der Brief des Paulus an die Kolosser (lateinisch Pauli epistula ad Colossenses) ist ein Buch des Neuen Testaments der christlichen Bibel. Er wird seit dem Mittelalter in vier Kapitel unterteilt.

## Verfasser, Sprachstil, Datierung
In Kol 1,1  wird der Anspruch auf eine Verfasserschaft durch Paulus und Timotheus gemacht. Der aktuelle akademische Konsens ist sich jedoch seit der Arbeit von Walter Bujard einig, „daß die Differenz zwischen dem Stil des Kol[osserbriefs] und dem der Paulusbriefe nach Einheitlichkeit, Art und Größe so gravierend ist, daß eine Verfasserschaft des Paulus für den Kol schon allein von daher ausgeschlossen werden muß“. Viele Gelehrte betrachten daher den Anspruch auf die paulinische Verfasserschaft als literarische Fiktion. Einige dagegen (z. B. Eduard Schweizer, Ulrich Luz, J. D. G. Dunn) gehen jedoch wegen der konkreten und persönlichen Nachrichten (Kol 4,7-18 ), der stilistischen Nähe zur paulinischen Diktion und der persönlichen Unterschrift des Paulus (Kol 4,18 ) und von einer „nebenpaulinischen“ Abfassung durch Timotheus (oder Epaphras) aus („Sekretärshypothese“). Zu den Vertretern, die den Kolosserbrief als zweifelsfrei paulinisch betrachten, gehört z. B. N. T. Wright.
Epaphras als Sekretär (und Verfasser) wäre nach Meinung einiger Forscher wahrscheinlicher: Paulus und Timotheus hätten demnach Epaphras (Lähnemann, Reicke, Berger) dort das Wort überlassen, wo er als ortskundiger Theologe besser auf Probleme und Fragen in Kolossai und den Nachbargemeinden antworten konnte. Paulus jedenfalls kannte weder die Adressaten noch deren Situation (Kol 2,1), sein Informant Epaphras aber schon (Kol 1,5–8; 4,12–13). So könnte Paulus durch den Briefschreiber Epaphras versucht haben, „den Kolossern wie ein Kolosser“ zu werden, Hierfür spreche, dass der „unpaulinische“ Schreibstil sich nur im theologisch-lehrenden Briefteil Kol 1–2 finde. Nach der dort stattfindenden Auseinandersetzung mit den (nur Epaphras gut bekannten) Häretikern Kolossais ändert sich der Stil schlagartig. In Kol 3–4 gleicht der Stil dem der unumstrittenen Paulusbriefe sehr. Paulus allgemeine Gemeindeethik kann Paulus auch für unbekannte Adressaten selbst erteilen. Er unterschreibt den Brief zuletzt sogar persönlich (Kol 4,18).
Beispiele für die Stilveränderungen in Kap. 3–4 (nach Auswertung des Datenmaterials bei Bujard):
- In Kol 3–4 gibt es einen starken Anstieg des Gebrauchs paulinischer Konjunktionen von zuvor nur 27× in 1016 Worten in Kol 1–2 (2,7 % vom Wortbestand) auf nun 34× in 566 Worten in Kol 3–4 (6 %!). Die zweite Briefhälfte geht also klar in Richtung Paulus, der in unumstrittenen Briefen zwischen mehr als 8 bis mehr als 10 % Konjunktionen einsetzt.
- Gleichzeitig gibt es eine starke Abnahme der Sonderwort-Dichte/Hapaxlegomena in Kol 3–4 um über 40 % weniger im Vergleich zu Kol 1–2. Der erste Briefteil Kol 1–2 hat 24 Sonderworte, die je nur 1x im Kol, aber sonst nie bei Paulus und im gesamten NT vorkommen, aber Kol 3–4 hat nur 8 solcher Sonderworte.
- Die zuvor durchschnittlich längeren Sätze in Kol 1–2 (26 Worte pro Satz im Schnitt) werden in Kol 3–4 kürzer als etwa die Sätze in 1 Thess oder in Röm 1–8 (Kol 3–4 = 21 Worte im Schnitt; 1 Thess und Röm 1–8 = über 22 und mehr Worte im Schnitt).
- In Kol 3–4 finden sich gar keine Genitiv-Ketten mehr.

Epaphras dürfte als den Stil beeinflussender Sekretär ab Kap. 3 weniger frei geschrieben haben. In Kol tritt Paulus aber nur kurz und viel weniger autoritativ erst ab Kol 1,24 bis Kol 2,5 aus dem von ihm und Timotheus ab Kol 1,3 gewählten Wir-Stil hervor und punktuell bewusst im Ich-Stil auf, um schon mit Kol 2,6–7 wieder mehr die Lehre zu betonen, die die Kolosser nicht (!) von ihm, sondern – wie man schon aus Kol 1,6ff weiß – von Epaphras gelernt hatten. In Kol 1–2 tritt Paulus mehr als deutlich hinter den von ihm hoch geschätzten Gemeindegründer (Kol 1,5–8) und Theologen Epaphras (vgl. Kol 4,12–13!) zurück. So hoch wie Epaphras lobt er sonst nur noch z. T. wortgleich Timotheus in Phil 1,1; 2,19ff. Paulus stärkt Epaphras als für alle Heidenchristen zuständiger Apostel den Rücken und spricht, wenn, dann nur durch ihn. Das fällt sofort ab dem Lob des Epaphras in Kol 1,5ff auf (vgl. dazu auch Forscher wie Marxen und Kiley, die die große Rolle des Epaphras im Kol herausstellen). Sonst stellt sich Paulus zu Beginn seiner Briefe selbst vor und setzt sich selbst in eine gute Beziehung zu den Adressaten. Dass er dies im Kol unterlässt, spricht stark gegen die Mehrheitsmeinung der Unechtheitsvertreter, der Apostel werde im Kol als Autorität überhöht dargestellt wie sonst nie in unbestritten echten Briefen. Es war jedoch sein Prinzip, möglichst nicht dort zu lehren, wo schon andere vor ihm gelehrt hatten (vgl. Röm 15,19ff!). So lässt er in Kol deutlich Epaphras den Vortritt und verschwindet oft ganz in einem anonymen Wir-Stil, bis eben auf 1,24–2,5 (und 4,3ff). In der Forschung wird immer wieder fälschlich vertreten, Kol sei unecht, weil er die Adressaten nie als Brüder anrede. aber hier wird nur ein Irrtum immer neu tradiert. Der Kol redet die Kolosser zwar nur einmal am Anfang als „Brüder“ an (Kol 1,2), aber er tut es. Paulus vermeidet es nur, den unbekannten Adressaten evtl. zu viel Vertrautheit zuzumuten. Vgl. anders etwa Paulus in Phil, in dem er als Gemeindegründer den „Brüdern“ (vgl. 1,12.14 und dann bes. ab der Abgrenzung von den Häretikern: Phil 3,1.13.17; 4,1.8.21) fast nur im z. T. viel mehr autoritären Ich-Stil schreibt, ein Lehrstil, den Paulus in Kol gar nicht wählt. Nirgends wird er ausdrücklich zum Dienstherren oder Lehrer von Christen in Kolossai. Autoritäre Worte wie Phil 3,17; 4,9 vermeidet Paulus in Kol gegenüber Fremden ganz. Gegenüber Gemeinden, die er selbst gegründet hatte, trat Paulus nicht so bescheiden auf wie im Kol, schon gar nicht bei Streit mit Abweichlern oder bei der Bekämpfung von Häretikern. Vgl. 1 Kor 3–4; 2 Kor 10–13; Phil 3,1–4,9. Auch Fragen stellt Paulus in Kol, was in der Einleitungswissenschaft des Mainstreams bis heute häufiger bestritten und dann auch noch als „unpaulinisch“ gewertet wird. Er fragt die Adressaten nur seltener irgendetwas als etwa in Röm oder 1 Kor, nämlich nur in Kol 2,20–21 („Wenn ihr mit Christus den Elementen der Welt gestorben seid, was unterwerft ihr euch Satzungen, als lebtet ihr noch in der Welt: Berühre nicht, koste nicht, betaste nicht!, – was doch alles zur Vernichtung durch den Gebrauch bestimmt ist, nach den Geboten und Lehren der Menschen?“). Allerdings stellt Paulus in unumstritten echten Briefen sonst bisweilen auch nur wenig Fragen, in Phlm gar keine, in Phil nur einmal in Phil 1,18 und in 1 Thess nur zweimal (1 Thess 2,19; 3,9–10).
Der Brief zeigt also sowohl Übereinstimmungen als auch Besonderheiten gegenüber den eindeutig Paulus zugeschriebenen Briefen. Bestreiter seiner Verfasserschaft weisen besonders auf 37 sogenannte Hapaxlegomena hin, also Begriffe, die nur einmal im Neuen Testament auftauchen (wenn auch zum Teil in dem dem Verfasser vorgegebenen Textmaterial). Dieses Argument wird von manchen aber als nicht zwingend zurückgewiesen. Sie betonen auch, dass viele Hapaxlegomena genauso im allgemein anerkannten Römerbrief zu finden sind. Es fehlen für Paulus sonst typische Formulierungen, während sich für ihn untypische Genitivverbindungen häufen, aber eben nur in Kol 1–2 (wie allerdings ähnlich häufig in Röm 1–11); zudem wurde auf assoziative Gedankenführung aufmerksam gemacht. Ältere, noch nicht computergestützte Stiluntersuchungen von Walter Bujard und Eduard Lohse führen viele, vor allem deutschsprachige Exegeten bis heute zu der Annahme, der Kol könne nicht von Paulus stammen. Neuere, computergestützte Stilvergleiche, die aber von deutschen Exegeten wenig beachtet werden, sprechen sich eher für die paulinische Verfasserschaft aus (Kenny, Neumann, Bahr). Stilbesonderheiten ließen sich ohnehin durch die Mitwirkung des Timotheus und / oder Epaphras bzw. die Abfassung durch ihn erklären. Denn in der Struktur und der Theologie bestehen weitläufige Übereinstimmungen, die zumindest auf gute Kenntnis der paulinischen Theologie bzw. einen engen Paulusschüler schließen lassen. Vgl. etwa das für Paulus u. a. im Röm und Gal wichtige und ein für alle Mal abgeschlossene, nicht mehr ergänzbare stellvertretende Sterben Christi am Kreuz für die Sünden der Menschen in Kol 1,15–23 und 2,14f, das sprachlich darum klar dann auch von den apostolischen „Bedrängnissen“ des Missionars Paulus unterschieden wird, in dem Christus für den Missionserfolg weiterleidet (vgl. Gal 6,17). Das Leiden Christis am Kreuz ist auch im Kol soteriologisch ein für alle Mal geschehen. Das Leiden Christi geht in den leidenden, angefeindeten Christen weiter, weil Christus in ihnen lebt (Gal 2,20) und sie auch im Kol sein Leib in der Welt sind. Die Vertreter der paulinischen Verfasserschaft beziehen die Besonderheiten des Kol auf eine Frontstellung gegenüber einer Häresie in der Gemeinde in Kolossä; diese Konstellation habe eine andere Formulierung seiner Theologie erfordert (Werner Georg Kümmel). „Der wohl überzeugendste Beweis für die Echtheit ist die enge Verbindung zum Philemonbrief, dessen Echtheit niemand anzweifelt“ (William MacDonald).
Dennoch wurde in der neueren kontinentaleuropäischen Forschung der Kolosserbrief vielfach als pseudepigraphische Schrift angesehen mit Timotheus oder einem anderen Paulusschüler als Verfasser. Der Brief wird dann zu den deuteropaulinischen Briefen gezählt, aber mit großer Nähe zu Paulus, geschrieben etwa um 70 n. Chr. Viele halten an der Verfasserschaft des Paulus fest und datieren den Brief auf 53–56 n. Chr. oder auf etwa 58–60 n. Chr.

## Empfänger
Empfänger ist die Gemeinde in Kolossai, die Paulus aber persönlich nicht kennt (2,1 ). Kolossai war eine Kleinstadt 170 km östlich von Ephesus mit einer bedeutenden jüdischen Minderheit.

Kolossai wurde 60/61 n. Chr. von einem Erdbeben zerstört. Tacitus nennt nur das benachbarte Laodikeia:
„In demselben Jahre wurde eine bedeutende Stadt Kleinasiens, Laodicea, durch ein Erdbeben zerstört. Doch half sie sich ohne irgenwelche Beihilfe unsererseits nur durch eigene Kraft wieder auf.“
Daraus ergibt sich eine Schwierigkeit für diejenigen, welche die paulinische Verfasserschaft bezweifeln und den Brief nach 60 n. Chr. datieren. Erweiterte diese „Ortlosigkeit“ (angesichts der nicht mehr existierenden Empfänger-Stadt) den Wirkungsbereich des Kolosserbriefes auf das kleinasiatische Missionsgebiet des Paulus? Der Verfasser verweist seine Empfänger an die Gemeinde in Laodicea und ordnet einen wechselseitigen Austausch der Briefe an (Kol 4,16 ). Der Brief an Laodicea ist jedoch nicht überliefert. Aber vielleicht bedeutete das Erdbeben nicht das gänzliche Ende dieser Stadt – so Ulrich Luz:
„Die Stadt hat aber damit nicht aufgehört zu existieren, auch wenn sie in späterer Zeit nicht mehr literarisch bezeugt ist und auch wenn aus der Zeit nach 61 nur noch verhältnismäßig wenige Münzen und Inschriften gefunden worden sind.“

## Zweck
Wahrscheinlich schienen sich einige frühchristliche Gemeinden Kleinasiens durch esoterische Vorstellungen bedroht, vor denen nun Paulus die Christen in Kolossai warnte (2,4–9 ). Diese Vorstellungen verkündeten wohl die Verehrung von Engelsmächten (2,18 ) und gaben dadurch in ihren Lehren der Wertigkeit von Jesus als Heilsbringer (2,19 ) eine differente Bedeutung. Den asketischen Reinheitsforderungen dieser Gruppen hielt der Autor die volle Anteilhabe an der „Fülle der Gottheit“ in Jesus Christus durch die Taufe entgegen.

## Bedeutende theologische Positionen

### Christologie
Die Christologie des Kolosserbriefes hebt sich durch ihre kosmologische Interpretation von den übrigen Briefen ab. Das Heilswerk Christi hat hier Bedeutung für den gesamten Kosmos. In Kol 1,15–20  zitiert der Verfasser einen Christushymnus, der die Grundlage seines Christusverständnisses bildet und in zwei Strophen gegliedert ist. Die erste Strophe (Verse 15–16) hat die Schöpfung zum Thema. Dann folgt ein Zwischenstück (Verse 17–18a), das die Hauptaussage des Hymnus trägt, nämlich dass Christus „vor allem“ ist, und „alles durch ihn besteht“. Darauf folgt die dritte Strophe (Verse 18b–20), die die Erlösung zum Thema hat.

„15 Er ist das Ebenbild des unsichtbaren Gottes, der Erstgeborene der ganzen Schöpfung. 16 Denn in ihm wurde alles erschaffen im Himmel und auf Erden, das Sichtbare und das Unsichtbare, Throne und Herrschaften, Mächte und Gewalten; alles ist durch ihn und auf ihn hin geschaffen. 17 Er ist vor aller Schöpfung, in ihm hat alles Bestand. 18 Er ist das Haupt des Leibes, der Leib aber ist die Kirche. Er ist der Ursprung, der Erstgeborene der Toten; so hat er in allem den Vorrang. 19 Denn Gott wollte mit seiner ganzen Fülle in ihm wohnen, um durch ihn alles zu versöhnen. 20 Alles im Himmel und auf Erden wollte er zu Christus führen, der Friede gestiftet hat am Kreuz durch sein Blut.“

Entsprechend bestimmt der Brief das Verhältnis nicht nur zwischen Christus und der Kirche, sondern dem ganzen Kosmos wie das eines Hauptes zum Leib (Vielhauer). Er ist als der Schöpfungsmittler das Haupt aller Mächte (Kol 2,10 ), triumphiert über die kosmischen Gewalten (Kol 2,15 ), weist den Mächten ihre Bedeutung zu und gibt der Gemeinde an dieser seiner Herrschaft Anteil, in dem er sie mit Gott versöhnt (Kol 1,22 ), ihren Schuldbrief tilgt (Kol 2,14 ) und der Heidenwelt seine Herrschaft verkündigen lässt (Kol 1,27 ). Christus als Schöpfungsmittler und als Welterlöser ist in den Paulusbriefen durchaus ein Nebenmotiv, taucht hier aber als ausgeführte christologische Basis auf.

### Eschatologie und Taufverständnis
Der Kolosserbrief bietet eine kosmologisch orientierte Gegenwartseschatologie. Die Christen sind durch die Taufe bereits mit Christus gestorben und auferstanden; andere Mächte können nicht mehr über sie herrschen (Kol 2,12–13 ). Die Christen sind darum aufgerufen, sich nicht an den durch die Mächte negativ qualifizierten Bereich („nach unten“), sondern „nach oben hin“ zu Christus auszurichten. Der für Paulus sonst typische „eschatologische Vorbehalt“ eines „schon jetzt – noch nicht“ (Röm 6,3f. ) ist hier zugunsten einer vollen Anteilnahme der Glaubenden am Tod und an der Auferstehung Christi aufgelöst.

### Ekklesiologie
Gemeinsam mit 1 Kor 12  und Röm 12  ist die Kirche im Kolosserbrief der Leib Christi (griechisch σῶμα Χριστοῦ); allerdings ist Christus selbst nicht der Leib, sondern das Haupt des Leibes, so wie er auch das Haupt des Kosmos ist. Die Kirche ist der „von Jesus Christus ermöglichte und durchwaltete universale Heilsraum“ (Schnelle mit Kol 1,18.24; 2.17.19; 3,5), dessen Glieder auf mystische Weise in die Auferstehung, aber – so sagt es der Verfasser von sich selbst – auch in das noch unvollendete Leiden Christi mit hineingenommen sind (Kol 1,24 ). Dieser der paulinischen Kreuzestheologie widersprechende Gedanke wird oftmals als Indiz gegen eine paulinische Verfasserschaft gewertet.

## Inhalt
- Briefanfang
  - Präskript (Kol 1,1–2 EU)
  - Danksagung und Fürbitte (Kol 1,3–14 EU)
- Briefkorpus
  - Der Christushymnus (Kol 1,15–20 EU)
  - Anwendung auf die Gemeinde (Kol 1,21–23 EU)
  - Das Amt des Apostels (Kol 1,24–2,5 EU)
  - Auseinandersetzung mit Irrlehrern (Kol 2,6–23 EU)
  - Die himmlische Existenz der Gemeinde und ihre noch ausstehende Offenbarung (Kol 3,1–4 EU)
  - Laster- und Tugendkataloge und christusgemäßes Gemeindeleben (Kol 3,5–17 EU)
  - Das rechte Leben der Christen: Ermahnungen zur Gestaltung der Beziehungen von Männern und Frauen, Eltern und Kindern, Sklaven und Herren (3,18–23 EU)
  - Allgemeine Mahnungen (4,2–6 EU)
- Briefschluss
  - Apostolische Parusie (Kol 4,7–9 EU)
  - Grüße (Kol 4,10–17 EU)
  - Eigenhändiger Briefschluss (Kol 4,18 EU)